# José Jaramillo Giraldo
Manuel José Jaramillo Giraldo (Manizales 1915 - Bogotá 1979) fue un abogado y político colombiano, exmiembro del Partido Liberal Colombiano y militante del Partido Alianza Nacional Popular.
Estudio en la Universidad del Cauca, donde fundó el periódico La Academia de Ideas. Graduado de derecho en 1936, con la tesis Las nacionalidades y el derecho a su auto-determinación, además ejerció como dirigente sindical y abogado de las clases bajas.
Fue funcionario de la Gobernación de Caldas en 1937; alcalde de Armenia en 1938; concejal y diputado. Además fue Representante a la Cámara en 1941; fue Senador de la República entre 1943 y 1949, Presidente del Senado (1946-1947), durante el gobierno de Mariano Ospina Pérez en cuya posesión dio un discurso de cinco horas (uno de los más largos de la historia de Colombia), y fue miembro de la Asamblea Nacional Constituyente (ANAC) entre 1953 y 1957, durante el gobierno de Gustavo Rojas Pinilla, y Presidente de la Corte Suprema de Justicia entre 1957 y 1958. 
Igualmente fue Director de los periódicos caldenses Pueblo Libre, El Fígaro, El Universal. Fue candidato a las elecciones presidenciales de Colombia de 1966, por la Alianza Nacional Popular (Anapo), logrando el segundo lugar en las mismas con 741.203 votos, siendo derrotado por una ventaja inmensa por el candidato oficialista Carlos Lleras Restrepo. Se mantuvo dentro de la Anapo hasta su muerte en 1979.